# 73 (số)
73 (bảy mươi ba) là một số tự nhiên ngay sau 72 và ngay trước 74.